# Espanha nos Jogos Olímpicos de Verão de 2016
Espanha participou dos Jogos Olímpicos de Verão de 2016, que foram realizados na cidade do Rio de Janeiro, no Brasil, entre os dias 5 e 21 de agosto de 2016.

## Natação
| Atleta                                                       | Prova           | Eliminatórias | Eliminatórias | Semifinal   | Semifinal   | Final       | Final       |
| Atleta                                                       | Prova           | Tempo         | Pos.          | Tempo       | Pos.        | Tempo       | Pos.        |
| ------------------------------------------------------------ | --------------- | ------------- | ------------- | ----------- | ----------- | ----------- | ----------- |
| Judit Ignacio                                                | 100 m borboleta | 59,61         | 30º           | Não avançou | Não avançou | Não avançou | Não avançou |
| Mireira Belmonte Garcia                                      | 400 m medley    | 4:32,75       | 2º            | —           | —           | 4:32,39     | Bronze      |
| María Vilas Vidal                                            | 400 m medley    | 4:42,52       | 19º           | —           | —           | Não avançou | Não avançou |
| Fátima Gallardo Marta González Patricia Castro Melania Costa | 4 x 100 m livre | 3:40,46       | 13º           | —           | —           | Não avançou | Não avançou |
| Duane Da Rocha                                               | 100 m costas    | 1:00,87       | 15º Q         | 1:00,85     | 15º         | Não avançou | Não avançou |

| Atleta          | Prova        | Eliminatórias | Eliminatórias | Semifinal | Semifinal | Final       | Final       |
| Atleta          | Prova        | Tempo         | Pos.          | Tempo     | Pos.      | Tempo       | Pos.        |
| --------------- | ------------ | ------------- | ------------- | --------- | --------- | ----------- | ----------- |
| Joan Lluís Pons | 400 m medley | 4:13,55       | 8º Q          | —         | —         | 4"16,58     | 8º          |
| Miguel Durán    | 400 m livre  | 3:53,40       | 37º           | —         | —         | Não avançou | Não avançou |